# VIII Batalion Saperów
VIII batalion saperów (VIII bsap) – pododdział saperów Wojska Polskiego II RP.

## Dzieje VIII  batalionu saperów
VIII baon saperów powstał  5 maja 1920  w Warszawie  jako część składowa tworzonego na nowo 1 pułku  inżynieryjnego.
W 1921 baon został włączony w skład 1 pułk saperów Legionów w Puławach. W 1929, w następstwie reorganizacji wojsk saperskich, batalion został rozformowany.
2 kompania VIII bsap.  Kompania zorganizowana w listopadzie 1918 w Warszawie w 90 procentach ze studentów politechniki warszawskiej. Dowództwo kompanii objął porucznik Wacław Damrosz. W  grudniu kompania przygotowuje się  do wyjazdu
na front, co następuje w dniu 9 stycznia 1919 z przydziałem do grupy pułkownika Berbeckiego. Chrztem bojowym była akcja, zdobycia wsi Wola Wysocka pod Żółkwią. W Rawie Ruskiej kompania fortyfikuje część wschodnią pozycji do wsi Klebany Potylickie, potem – 26 stycznia rusza w kierunku Uhnowa. Pod wsią Michałówka saperzy staczają bój z Ukraińcami, zdobywając wieś i biorąc jeden karabin maszynowy i kuchnię połową. Po nastaniu wiosny saperzy prowadzą prace fortyfikacyjne w Rawie Ruskiej i we wsiach: Hoły Rawskie, Biłuty, Lipniki, Łucyki, Sienkowicze i Zaborze.  21 kwietnia kompania przechodzi w skład 2 dywizji generała Hallera do Milatyna. Buduje most
długości 45 metrów na Bugu, a później – 1000 metrów długą groblę pod Kamionką Strumiłową. W maju i czerwcu kwaterują w Busku pod Krasnem, gdzie budują umocnienia, reperują drogi, budują mosty na Bugu i jeden wiszący na linach przez rzekę Pełtę. W lipcu kompania przybywa do Brodów, gdzie również przeprowadza roboty fortyfikacyjne. Następnie kompania udaje się do Dubna, i dalej do Zdołbunowa, fortyfikuje
pozycje na brzegu Horynia i odbudowuje most. W końcu wrześniu kompania udaje się do Mokwina. W październiku pracują saperzy nad umacnianiem pozycji pod Kostopolem, Jabłonną i nad brzegiem rzeki Słuczy. W marcu 1920 kompania zostaje przydzielona do VIII batalionu saperów i odtąd traci wszelką łączność z I batalionem saperów, przechodząc na stałe w skład VIII batalionu saperów.

## Dowódcy batalionu
- mjr Stanisław Magnuszewski
- mjr  Emil Strumiński – 1924[2])
- mjr  Bohdan Stanisław Rządkowski - 1928[3])

## Oficerowie
- por Wacław Damrosz – dowódca 2 kompanii
- ppor. Edward Bałtusis